# Doug Northway
Doug Northway est un nageur américain né le 28 avril 1955 à Ontario (Californie).

## Biographie
Doug Northway dispute l'épreuve du 1500 m nage libre aux Jeux olympiques d'été de 1972 de Munich et remporte la médaille bronze.